# Lisatjärnen, Ångermanland
Lisatjärnen är en sjö i Strömsunds kommun i Ångermanland och ingår i Ångermanälvens huvudavrinningsområde.